# 제41회 베를린 국제 영화제
제41회 베를린 국제 영화제는 1991년 2월 15일에 열린 시상식이다.

## 수상 및 후보

### 황금곰상
- 더 하우스 오브 스마일 - 마코 페레리 수상

### 은곰상:심사위원상
- 라스트 100 니어 오브 마스-렌니스머스 인 보헤미아 - 파벨 쿠츠키 수상

### 은곰상:감독상
- 양들의 침묵 - 조나단 드미 수상
- 울트라 - 릭키 토나찌 수상

### 은곰상:여자연기자상
- 아만테스 - 빅토리아 아브릴 수상

### 은곰상:남자연기자상
- 미스터 존슨 - 메이나드 에지아시 수상

### 황금곰상:단편영화상
- 식스 포인트 나인 - 댄 부친 수상

### 은곰상:공헌상
- 늑대와 춤을 - 케빈 코스트너 수상

### 베를린카메라상
- Jane Russell 수상
- 프란시스 포드 코폴라 수상